# Helen Nichol
Helen Nichol (* 18. Februar 1981 in Burlington, Ontario) ist eine kanadische Badmintonspielerin.

## Karriere
Helen Nichol nahm 2004 im Damendoppel an Olympia teil. Sie verlor dabei gleich in Runde eins und wurde somit 17. in der Endabrechnung. 2001 und 2005 wurde sie Panamerikameisterin. Die CAREBACO-Meisterschaft gewann sie 2004 und 2005.

## Sportliche Erfolge
| Saison | Veranstaltung                   | Disziplin   | Platz | Name                            |
| ------ | ------------------------------- | ----------- | ----- | ------------------------------- |
| 1999   | Kanada: Juniorenmeisterschaften | Damendoppel | 1     | Helen Nichol / L. McKerrall, ON |
| 2000   | Kanada: Juniorenmeisterschaften | Damendoppel | 1     | Helen Nichol / L. McKerrall, ON |
| 2001   | Panamerikameisterschaft         | Damendoppel | 1     | Milaine Cloutier / Helen Nichol |
| 2004   | Carebaco-Meisterschaft          | Mixed       | 1     | Philippe Bourret / Helen Nichol |
| 2004   | Carebaco-Meisterschaft          | Damendoppel | 1     | Helen Nichol / Charmaine Reid   |
| 2005   | Panamerikameisterschaft         | Damendoppel | 1     | Helen Nichol / Charmaine Reid   |
| 2005   | Giraldilla International        | Damendoppel | 1     | Helen Nichol / Charmaine Reid   |
| 2005   | Carebaco-Meisterschaft          | Damendoppel | 1     | Charmaine Reid / Helen Nichol   |
| 2005   | Kanada: Einzelmeisterschaften   | Damendoppel | 1     | Charmaine Reid / Helen Nichol   |
| 2006   | Kanada: Einzelmeisterschaften   | Damendoppel | 1     | Charmaine Reid / Helen Nichol   |